# Centrum Janki
Centrum Janki (dawniej CH Janki) – centrum handlowe w Jankach w gminie Raszyn w województwie mazowieckim w Polsce.

## Opis
Centrum zostało oddane do użytku w roku 1999, a ważniejsze przebudowy przeszedł w latach 2000, 2018 i 2019. Główną przebudową centrum była ta w 2018 roku, podczas której to utworzono parking podziemny i strefę gastronomiczną. Koszt przebudowy wyniósł 65,4 mln euro. Do największych najemców centrum należą: Auchan, Media Markt, Leroy Merlin, w Centrum Janki można znaleźć także takie punkty handlowe jak McDonald’s, Reserved, TK Maxx, Zara, Bershka czy Jysk. W centrum znajduje się też kino Cinema City.Jednym z jej głównych atutów jest duży darmowy parking podziemny.